# عثمان محمدپرست
عثمان محمدپرست (۱۳ مهر ۱۳۰۷ – ۲۹ اردیبهشت ۱۴۰۱) معروف به «عثمان خوافی» از استادان دوتار نوازی خراسان و خیّرِ مدرسه ساز بود. وی به دلیل عفونت ریه ۲۹ اردیبهشت ۱۴۰۱ در بیمارستان ۲۲ بهمن خواف در سن ۹۳ سالگی درگذشت.

## زندگی
عثمان محمدپرست در سال ۱۳۰۷ در شهر خواف از توابع خراسان رضوی زاده شد. او از سن ۱۰ سالگی با دوتار مأنوس بوده است. پدر وی با نوازندگی مخالف بود. اما پس از آنکه دید عثمان دربارهٔ محمد شعر می‌گوید و می‌نوازد نظرش تغییر کرد.
وی از طایفه «بای» بود که طایفه‌ای دامدار و چادرنشین هستند. عثمان محمد پرست، شش پسر و سه دختر دارد. وی دربارهٔ آغاز فعالیت‌های خود در عرصه موسیقی می‌گفت:
" از دوازده یا سیزده سالگی با دوتار هم نواز شدم و روزها و شب‌ها بعد از فراغت از کار که جوهر هر مرد خوافی است به سماع روحانی با خویشتن خویش می‌پرداختم و هیچ گاه استادی در این زمینه نداشتم. دو تار یعنی عشق، "دوتار"، ساز آرام و ملایمی است که هم نوازنده را آرامش می‌دهد و هم مردمی را که علاقمند به این ساز هستند."
عثمان محمدپرست، در خصوص منشأ دوتار نوازی می‌گفت:
 "خاستگاه دوتار، سه شهر خواف، تایباد و تربت جام است که بیشتر آهنگ‌های فارسی و محلی می‌پردازند و بعد از آن هم در قوچان، شیروان و بجنورد "دوتار" رایج است که با آن آهنگ‌های کردی و ترکی می‌زدند، از آنجا هم به ترکمن‌ها در گنبد کاووس رسید که با دوتار، آهنگ‌های ترکمنی می‌نواختند."
عثمان محمدپرست آثاری دارد که از چاوشی و سرحدی گرفته تا دیگر مقام‌های این دیار، اجراهای گوناگونی را درعین وحدت آفریده بود.
او نخستین کسی بود که در سال ۱۳۵۳ ترانه نوایی نوایی را اجرا کرد.

## بزرگداشت‌ها

### سردیس
در ۱۳ تیر ۱۳۹۱ در مراسم نکوداشت عثمان محمدپرست، با حضور هنرمندانی همچون محمود دولت‌آبادی از سردیس عثمان محمدپرست خوافی رونمایی شد.

### تندیس
۲۰ آبان ۱۳۹۸ تندیس عثمان محمد پرست در مجتمع فرهنگی هنری مدرس شهر خواف رونمایی شد.
در ادامه این مراسم از خالق اثر نوایی با حضور جمع کثیری از مردم و هنرمندان خوافی و تایبادی تقدیر شد.

### نخستین کاشی ماندگار خراسان‌رضوی
۸ شهریور ۱۳۹۶ خورشیدی، نخستین کاشی ماندگار خراسان‌رضوی در راستای حفظ میراث ناملموس کشور از سوی اداره‌کل میراث‌فرهنگی خراسان‌رضوی بر سر در منزل عثمان محمدپرست نصب شد. او گفته بود حرف‌های زشت هم روی در خانه‌اش نوشته‌اند.

## مرگ
عثمان محمدپرست به دلیل عفونت ریه در ۲۹ اردیبهشت ۱۴۰۱ در بیمارستان ۲۲ بهمن شهر خواف در سن ۹۳ سالگی درگذشت.

## بازیگری
- گفت زیرسلطه من آیید (۱۳۶۲) به نویسندگی و کارگردانی داریوش ارجمند[۸]
- فردا، ساخته ناکایاما[۴]